# Општина Мускиз (Коавила)
Мускиз (шп. Múzquiz) општина је у Мексику у савезној држави Коавила. Општина се налази на надморској висини од 487 м.

## Становништво
Према подацима из 2010. у општини је живело 66834 становника.

### Хронологија
| Година       | 2000                  | 2005                  | 2010                  |
| ------------ | --------------------- | --------------------- | --------------------- |
| Становништво | 62773 (31367 / 31406) | 62710 (31331 / 31379) | 66834 (33465 / 33369) |

### Попис
| \| \| м \| \| \| ж \| \| 0—2 \| 1.904 \| \| \| 1.789 \| \| 3—5 \| 1.950 \| \| \| 1.911 \| \| 6—11 \| 4.089 \| \| \| 3.918 \| \| 12—14 \| 2.044 \| \| \| 1.966 \| \| 15—17 \| 2.014 \| \| \| 1.968 \| \| 18—24 \| 4.108 \| \| \| 4.005 \| \| 60+ \| 3.449 \| \| \| 3.617 \| \| Просек : \| 29,3 \| \| \| 29,9 \| |       |  |  |       |
| |       |  |  |       |
| | м     |  |  | ж     |
| 0—2 | 1.904 |  |  | 1.789 |
| 3—5 | 1.950 |  |  | 1.911 |
| 6—11 | 4.089 |  |  | 3.918 |
| 12—14 | 2.044 |  |  | 1.966 |
| 15—17 | 2.014 |  |  | 1.968 |
| 18—24 | 4.108 |  |  | 4.005 |
| 60+ | 3.449 |  |  | 3.617 |
| Просек : | 29,3  |  |  | 29,9  |

| #   | Индикатор                                                                                        | Вредност |
| --- | ------------------------------------------------------------------------------------------------ | -------- |
| 1   | Становништво од 0 до 2 године                                                                    | 3693     |
| 2   | Мушко становништво од 0 до 2 године                                                              | 1904     |
| 3   | Женско становништво од 0 до 2 године                                                             | 1789     |
| 4   | Становништво са 3 и више година                                                                  | 62937    |
| 5   | Мушко становништво са 3 и више година                                                            | 31456    |
| 6   | Женско становништво са 3 и више година                                                           | 31481    |
| 7   | Становништво са 5 и више година                                                                  | 60333    |
| 8   | Мушко становништво са 5 и више година                                                            | 30131    |
| 9   | Женско становништво са 5 и више година                                                           | 30202    |
| 10  | Становништво са 12 и више година                                                                 | 51069    |
| 11  | Мушко становништво са 12 и више година                                                           | 25417    |
| 12  | Женско становништво са 12 и више година                                                          | 25652    |
| 13  | Становништво са 15 и више година                                                                 | 47059    |
| 14  | Мушко становништво са 15 и више година                                                           | 23373    |
| 15  | Женско становништво са 15 и више година                                                          | 23686    |
| 16  | Становништво са 18 и више година                                                                 | 43077    |
| 17  | Мушко становништво са 18 и више година                                                           | 21359    |
| 18  | Женско становништво са 18 и више година                                                          | 21718    |
| 19  | Становништво од 3 до 5 година                                                                    | 3861     |
| 20  | Мушко становништво од 3 до 5 година                                                              | 1950     |
| 21  | Женско становништво од 3 до 5 година                                                             | 1911     |
| 22  | Становништво од 6 до 11 година                                                                   | 8007     |
| 23  | Мушко становништво од 6 до 11 година                                                             | 4089     |
| 24  | Женско становништво од 6 до 11 година                                                            | 3918     |
| 25  | Становништво од 8 до 14 година                                                                   | 9487     |
| 26  | Мушко становништво од 8 до 14 година                                                             | 4832     |
| 27  | Женско становништво од 8 до 14 година                                                            | 4655     |
| 28  | Становништво од 12 до 14 година                                                                  | 4010     |
| 29  | Мушко становништво од 12 до 14 година                                                            | 2044     |
| 30  | Женско становништво од 12 до 14 година                                                           | 1966     |
| 31  | Становништво од 15 до 17 година                                                                  | 3982     |
| 32  | Мушко становништво од 15 до 17 година                                                            | 2014     |
| 33  | Женско становништво од 15 до 17 година                                                           | 1968     |
| 34  | Становништво од 18 до 24 године                                                                  | 8113     |
| 35  | Мушко становништво од 18 до 24 године                                                            | 4108     |
| 36  | Женско становништво од 18 до 24 године                                                           | 4005     |
| 37  | Женско становништво од 15 до 49 година                                                           | 17082    |
| 38  | Становништво са 60 и више година                                                                 | 7066     |
| 39  | Мушко становништво са 60 и више година                                                           | 3449     |
| 40  | Женско становништво са 60 и више година                                                          | 3617     |
| 41  | Однос између мушкараца и жена                                                                    | 100.29   |
| 42  | Становништво од нуле до 14 година                                                                | 19571    |
| 43  | Становништво од 15 до 64 године                                                                  | 42207    |
| 44  | Становништво од 65 година и више                                                                 | 4852     |
| 45  | Просечан број деце                                                                               | 2.53     |
| 46  | Становништво рођено у ентитету                                                                   | 62164    |
| 47  | Мушко становништво рођено у ентитету                                                             | 30987    |
| 48  | Женско становништво рођено у ентитету                                                            | 31177    |
| 49  | Становништво рођено у другом ентитету                                                            | 3753     |
| 50  | Мушко становништво рођено у другом ентитету                                                      | 2022     |
| 51  | Женско становништво рођено у другом ентитету                                                     | 1731     |
| 52  | Становништво од 5 година и више резидентно у ентитету у јуну 2005. године                        | 58696    |
| 53  | Мушко становништво старосног доба од 5 година и више, резидентно у ентитету у јуну 2005. године  | 29194    |
| 54  | Женско становништво старосног доба од 5 и више година, резидентно у ентитету у јуну 2005. године | 29502    |
| 55  | Становништво од 5 година и више које је живело у другом ентитету у јуну 2005. године             | 497      |
| 56  | Мушко становништво старије од 5 година које је живело у другом ентитету у јуну 2005. године      | 261      |
| 57  | Женско становништво старије од 5 година које је живело у другом ентитету у јуну 2005. године     | 236      |
| 58  | Становништво од 3 године и више које говори аутохтони језик                                      | 525      |
| 59  | Мушко становништво старо 3 године и више које говори аутохтони језик                             | 281      |
| 60  | Женско становништво старо 3 године и више које говори аутохтони језик                            | 244      |
| 61  | Становништво од 3 године и више које говори аутохтони језик и не говори шпански језик            | 29       |
| 62  | Мушко становништво старо 3 године и више које говори аутохтони језик и не говори шпански         | 17       |
| 63  | Женско становништво старо 3 године и више које говори аутохтони језик и не говори шпански језик  | 12       |
| 64  | Становништво старо 3 године и више које говори аутохтони језик и шпански                         | 417      |
| 65  | Мушко становништво старо 3 године и више које говори аутохтони језик и шпански                   | 216      |
| 66  | Женско становништво старо 3 године и више које говори аутохтони језик и шпански                  | 201      |
| 67  | Становништво од 5 година и више које говори аутохтони језик                                      | 500      |
| 68  | Становништво од 5 година и више које говори аутохтони језик и не говори шпански језик            | 16       |
| 69  | Становништво од 5 година и више које говори аутохтони језик и говори шпански језик               | 411      |
| 70  | Становништво у домородачким домаћинствима                                                        | 734      |
| 71  | Становништво са ограничењима у активностима                                                      | 3789     |
| 72  | Становништво са ограниченим ходањем или кретањем, горе или доле                                  | 2029     |
| 73  | Становници са ограничењима вида, чак и уз кориштење сочива                                       | 1084     |
| 74  | Становништво са ограничењима говора, комуникације или конверзације                               | 310      |
| 75  | Становништво са ограниченим слухом                                                               | 503      |
| 76  | Становништво са ограничењима при одевању, купању или јелу                                        | 169      |
| 77  | Становништво са ограничењима у опажању или учењу једноставних ствари                             | 148      |
| 78  | Становништво са менталним ограничењима                                                           | 366      |
| 79  | Становништво без ограничења активности                                                           | 62159    |
| 80  | Становништво од 3 до 5 година које не похађа школу                                               | 1320     |
| 81  | Мушко становништво од 3 до 5 година које не похађа школу                                         | 692      |
| 82  | Женско становништво од 3 до 5 година које не похађа школу                                        | 628      |
| 83  | Становништво од 6 до 11 година које не похађа школу                                              | 201      |
| 84  | Мушко становништво од 6 до 11 година које не похађа школу                                        | 101      |
| 85  | Женско становништво од 6 до 11 година које не похађа школу                                       | 100      |
| 86  | Становништво од 12 до 14 година које не похађа школу                                             | 403      |
| 87  | Мушко становништво од 12 до 14 година које не похађа школу                                       | 219      |
| 88  | Женско становништво од 12 до 14 година које не похађа школу                                      | 184      |
| 89  | Становништво од 15 до 17 година похађа школу                                                     | 2438     |
| 90  | Мушко становништво од 15 до 17 година похађа школу                                               | 1199     |
| 91  | Женско становништво између 15 и 17 година живота у школи                                         | 1239     |
| 92  | Становништво од 18 до 24 године похађа школу                                                     | 1766     |
| 93  | Мушко становништво од 18 до 24 године похађа школу                                               | 916      |
| 94  | Женско становништво од 18 до 24 године похађа школу                                              | 850      |
| 95  | Становништво од 8 до 14 година које не може да чита и пише                                       | 142      |
| 96  | Мушко становништво старосног доба од 8 до 14 година које не може да чита и пише                  | 94       |
| 97  | Женско становништво старосног доби од 8 до 14 година које не може да чита и пише                 | 48       |
| 98  | Становништво од 15 година и више које је неписмено                                               | 1608     |
| 99  | Мушко становништво од 15 година и више које је неписмено                                         | 713      |
| 100 | Женско становништво од 15 година и више које је неписмено                                        | 895      |
| 101 | Становништво старо 15 и више година без школовања                                                | 2271     |
| 102 | Мушко становништво старо 15 и више година без школовања                                          | 1083     |
| 103 | Женско становништво старо 15 и више година без школовања                                         | 1188     |
| 104 | Становништво старосног доба 15 и више година са непотпуним основним образовањем                  | 6797     |
| 105 | Мушко становништво старосног доба од 15 година и више са непотпуном основним образовањем         | 3487     |
| 106 | Женско становништво старосног доба 15 и више година са непотпуном основним образовањем           | 3310     |
| 107 | Становништво старо 15 и више година са комплетним основним образовањем                           | 7461     |
| 108 | Мушко становништво старо 15 година и више са комплетним основним образовањем                     | 3831     |
| 109 | Женско становништво старо 15 и више година са комплетним основним образовањем                    | 3630     |
| 110 | Становништво старосног доба 15 и више година са непотпуним средњим образовањем                   | 3991     |
| 111 | Мушко становништво старосног доба од 15 година и више са непотпуним средњим образовањем          | 2135     |
| 112 | Женско становништво старосног доба од 15 година и више са непотпуним средњим образовањем         | 1856     |
| 113 | Становништво старо 15 и више година са пуним секундарном образовањем                             | 11982    |
| 114 | Мушко становништво старосног доба од 15 година и више са пуним секундарном образовањем           | 5847     |
| 115 | Женско становништво старосног доба од 15 година и више са пуним секундарном образовањем          | 6135     |
| 116 | Становништво старије од 18 година са постосновним образовањем                                    | 11727    |
| 117 | Мушко становништво старије од 18 година са постосновним образовањем                              | 5851     |
| 118 | Женско становништво старије од 18 година са постосновним образовањем                             | 5876     |
| 119 | Просечна оцена школовања                                                                         | 8.15     |
| 120 | Просечан ниво образовања мушке популације                                                        | 8.15     |
| 121 | Просечан ниво образовања женског становништва                                                    | 8.15     |
| 122 | Економски активно становништво                                                                   | 22729    |
| 123 | Економски активна мушка популација                                                               | 17325    |
| 124 | Економски активна женска популација                                                              | 5404     |
| 125 | Становништво које није економски активно                                                         | 27895    |
| 126 | Мушко становништво које није економски активно                                                   | 7797     |
| 127 | Женско становништво које није економски активно                                                  | 20098    |
| 128 | Запослено становништво                                                                           | 21681    |
| 129 | Запослено мушко становништво                                                                     | 16429    |
| 130 | Запослено женско становништво                                                                    | 5252     |
| 131 | Незапослена популација                                                                           | 1048     |
| 132 | Незапослена мушка популација                                                                     | 896      |
| 133 | Незапослена женска популација                                                                    | 152      |
| 134 | Становништво без права на здравствене услуге                                                     | 10230    |
| 135 | Становништво које има право на здравствене услуге                                                | 56211    |
| 136 | Становништво које има право на ИМСС                                                              | 41354    |
| 137 | Становништво које има право на социјално осигурање                                               | 3321     |
| 138 | Становништво које има право на државно социјално осигурање                                       | 145      |
| 139 | Становништво које има право на опште осигурање или здравствено осигурање за нову генерацију      | 10786    |
| 140 | Становништво које је било једном или није било у браку током 12 година и више                    | 15317    |
| 141 | Венчано или уједињено становништво од 12 година и више                                           | 30388    |
| 142 | Становништво које је било у браку или уједињено 12 година и више                                 | 5162     |
| 143 | Становништво са католичком религијом                                                             | 52665    |
| 144 | Протестанти, еванђелисти и библијски следбеници различити од еванђелиста                         | 7728     |
| 145 | Становништво са другим религијама различитим од претходних                                       | 19       |
| 146 | Становништво без религије                                                                        | 4559     |
| 147 | Укупно пописаних домаћинства                                                                     | 17820    |
| 148 | Пописна домаћинства на челу са мушкарцима                                                        | 14135    |
| 149 | Пописна домаћинства на челу са женама                                                            | 3685     |
| 150 | Становништво у пописним домаћинствима                                                            | 66614    |
| 151 | Становништво у пописним домаћинствима на челу са мушкарцима                                      | 54811    |
| 152 | Становништво у пописним домаћинствима на челу са женама                                          | 11803    |
| 153 | Укупно домаћинстава                                                                              | 20652    |
| 154 | Укупно насељених домаћинстава                                                                    | 17886    |
| 155 | Укупно приватних кућа                                                                            | 20586    |
| 156 | Насељени приватни домови                                                                         | 17820    |
| 157 | Укупно насељених приватних кућа                                                                  | 17884    |
| 158 | Ненасељене приватне куће                                                                         | 1556     |
| 159 | Појединачна домаћинства за привремену употребу                                                   | 1210     |
| 160 | Становници у насељеним приватним кућама                                                          | 66614    |
| 161 | Насељеност станара у приватним становима                                                         | 3.74     |
| 162 | Просечно становника по соби у приватним насељеним домаћинствима                                  | 0.99     |
| 163 | Појединачна домаћинства са подовима од различитих материјала од земље                            | 17449    |
| 164 | Појединачна домаћинства у приземљу                                                               | 294      |
| 165 | Појединачна домаћинства са једном спаваћом собом                                                 | 5952     |
| 166 | Појединачна домаћинства са две спаваће собе и више                                               | 11803    |
| 167 | Појединачна домаћинства са једним собом                                                          | 776      |
| 168 | Појединачна домаћинства са две собе                                                              | 2879     |
| 169 | Појединачна домаћинства са 3 собе и више                                                         | 14082    |
| 170 | Појединачна домаћинства која имају електрично светло                                             | 17547    |
| 171 | Појединачна домаћинства која немају електрично светло                                            | 221      |
| 172 | Појединачна домаћинства која имају водоводну воду у стамбеном простору                           | 16873    |
| 173 | Појединачна домаћинства која немају водоводну воду у стамбеном простору                          | 869      |
| 174 | Појединачна домаћинства која имају тоалет                                                        | 17353    |
| 175 | Појединачна домаћинства која имају канализацију                                                  | 15828    |
| 176 | Појединачна домаћинства која немају канализацију                                                 | 1781     |
| 177 | Појединачна домаћинства која имају електрично светло, довод воде из јавне мреже и канализацију   | 15242    |
| 178 | Појединачна домаћинства без икаквих услова                                                       | 86       |
| 179 | Појединачна домаћинства која имају радио                                                         | 15430    |
| 180 | Појединачна домаћинства која имају телевизор                                                     | 17251    |
| 181 | Појединачна домаћинства која имају фрижидер                                                      | 16992    |
| 182 | Појединачна домаћинства која имају машину за веш                                                 | 15334    |
| 183 | Појединачна домаћинства која имају аутомобил или комби                                           | 10660    |
| 184 | Појединачна домаћинства која имају рачунар                                                       | 4246     |
| 185 | Појединачна домаћинства која имају фиксну телефонску линију                                      | 7873     |
| 186 | Појединачна домаћинства која имају мобилни телефон                                               | 11972    |
| 187 | Појединачна домаћинства која имају приступ интернету                                             | 2943     |